# Be Easy (T.I.)
Be Easy è un brano musicale del rapper statunitense T.I., estratto come secondo singolo dell'album Trap Muzik. Il singolo ha raggiunto la posizione numero 55 posizione di Billboard Hot 100 nel 2003.

## Tracce
Lato A
1. Be Easy Amended
2. Be Easy Instrumental

Lato B
1. Be Easy Explicit
2. Be Easy Amended acapella

## Classifiche
| Classifica (2005)      | Posizione più alta |
| ---------------------- | ------------------ |
| U.S. Billboard Hot 100 | 55                 |